# Paris-Normandie
Paris-Normandie est un journal quotidien régional de la presse écrite française  fondé à Rouen (Seine-Maritime) en 1944. Il est diffusé principalement dans l'ancienne Haute-Normandie. Il appartient depuis juin 2020 au groupe Rossel, qui l'a acquis au groupe de presse SNIC, dont l'actionnaire majoritaire était depuis 2017 Jean-Louis Louvel.
Déjà présent dans la presse quotidienne régionale en France avec la Voix du Nord, l'Union de Reims, l'Est Éclair, l'Aisne Nouvelle et le Courrier Picard, le Groupe Rossel poursuit son déploiement dans le quart Nord-Ouest de la France.
Le groupe Rossel crée un pôle picardo-normand qui regroupe l'Aisne Nouvelle, le Courrier Picard et Paris-Normandie.
Jusqu'en 1983, Paris-Normandie édite une édition dans le Calvados, se concentrant sur la capitale, Caen, et la zone de Lisieux, la plus proche de l'Eure. En 1983, Robert Hersant préfère stopper cette aventure initiée par Pierre-René Wolf et se reconcentrer sur les hebdomadaires locaux qu'il possède dans la région.
Après avoir été longtemps un journal indépendant, Paris-Normandie devient, dans les années 1970, la propriété du groupe France-Antilles, dirigé par Philippe Hersant, transformé en octobre 2006 en groupe Hersant Média.

Le tribunal de commerce de Rouen a acté la reprise de Paris-Normandie par le Groupe Rossel en juin 2020. Le nouvel actionnaire a nommé Éric Berthod président de la SNIM, la nouvelle société éditrice, et Jean-Dominique Lavazais, directeur général et directeur de la publication.
En mars 2022, David Guévart a succédé à Jean-Dominique Lavazais au poste de directeur général et de directeur de la publication.
En septembre 2023, il confie la rédaction en chef à un binôme : Baptiste Laureau, éditeur délégué Le Havre - Dieppe - Bray - Caux, et Audrey Rohrbach, éditrice déléguée Rouen - Eure

## Histoire

### XVIIIeetXIXesiècles
Le Journal de Rouen, ancêtre du titre, a été fondé sous le nom Annonces, Affiches et Avis divers de la Haute et Basse Normandie en 1762, ce qui en fait "le doyen de la presse quotidienne française".
Vers 1830, il a en tout environ "600 abonnés" et il est principalement rédigé par son rédacteur en chef Auguste-Théodore Visinet, à la "plume d'oie". Il devient en 1900 propriété de Joseph Lafond, à qui succèdent en 1921, ses quatre fils, rapidement alliés aux Miquel, industriels du textile.

### Années 1920 et 1930
Le quotidien rouennais enménage en 1925 dans un prestigieux immeuble neuf de style Art Déco de la place de l'Hôtel de Ville puis  devient en 1927 une SARL contrôlée à 100% par les Lafond, qui soutiennent les canidats de droite lors des élections législatives de 1932 et 1936 et possèdent  aussi des biens fonciers, 60% d'un quotidien de Clermont-Ferrand, des parts dans les éditions Grasset et Fayard, cinq imprimeries commerciales le Journal d'Evreux. Le groupe familial détient aussi une "agence parisienne", qui permet à son patron André Lafond d'être en relation avec divers dirigeants politiques nationaux tels que Pierre Laval, Edouard Herriot, et André Tardieu.
Malgré la concurrence de Ouest-Eclair, ancêtre de Ouest-France, la diffusion approche de cent mille exemplaires en 1939, grâce à cinq éditions locales couvrant la Haute-Normandie et un journal distinct à Caen.

### Années 1940, collaboration et Libération
La famille, un temps éloignée au début de la Seconde guerre mondiale  est  "revenue en septembre 1940" et donnent au quotidien rouennais une ligne "pétainiste", prônant la collaboration avec les Allemands, qui obtiennent au premier étage du journal un bureau pour les services de la Propaganda Staffel.
À Rouen, libéré le 30 août 1944 par les Canadiens, Charles Vilain investit le lendemain les locaux de la société Lafond, dont les patrons sont en fuite et ne publient plus le journal depuis trois jours.
À la Libération, le Journal de Rouen est ainsi interdit de publication pour collaboration.
Le 23 mars 1945 débute devant la Cour de justice, tribunal d'exception installé dans l'Hôtel de Ville le procès des propriétaires, dont deux ont condamnés à des peines de prison. Suivant le verdict d'un second procès, la société est dissoute et condamnée à la confiscation de 50% de ses biens (capital financier, immeubles, imprimeries).
Il devient Normandie, puis Paris-Normandie en 1947. Sa gestion est confiée à la Société normande de presse républicaine, au sein de laquelle siègent 36 membres désignés par la Résistance. Pierre-René Wolf est nommé directeur.

### Années 1950 et 1960
Dans les années 1950-1960, les lecteurs participent avec ferveur au concours annuel Poustiquet.

### Années 1970, l'arrivée de Robert Hersant
En janvier 1971, le quotidien normand "commence à défrayer la chronique" car le puissant groupe de Robert Hersant commence à vouloir en prendre le contrôle et "un certain nombre de porteurs des parts, qui leur avaient coûté 10000 francs de 1945, reçus à titre de garants moraux du journal, ont accepté de céder leurs droits chacun pour 300 000 francs de 1971, multipliant ainsi leur mise par 3000. Une première série de péripéties juridiques se déroulent à l'occasion d'une maladie de Pierre-René Wolf.
Lors du congrès du Syndicat national des journalistes de 1971, les délégués ont décidé de "faire du journal de Rouen un test national", demandant "à toutes les sections de se préparer à la riposte si le groupe Hersant venait à prendre le contrôle de l'entreprise, décidait de licencier des journalistes ou portait atteinte aux droits moraux et matériels de la rédaction ".
La résolution générale, adoptée à l'unanimité, réclame aussi "la réunion d'états généraux de la profession" pour  "aboutir à un véritable statut de presse, promis depuis un quart de siècle", afin de "garantir la liberté d'information et d'opinion". Le syndicat réclame aussi  "une campagne d'information du public". Un an après, le congrès suivant vote une nouvelle motion "contre la scandaleuse abdication des anciens gérants de ce quotidien et la mainmise immorale par le groupe financier de M. Hersant".
De nombreuses organisations de résistants et personnalités, de Pierre Mendès France à Armand Salacrou et de l'archevêque de Rouen au pasteur Westphal, apportent leur appui au Syndicat national des journalistes.
Mais finalement, le groupe Hersant propose une formule complexe de société anonyme à directoire qui, par divers biais, revient à lui donner le contrôle total de l'entreprise.

### Années 1980, le départ de Robert Hersant
Inculpé d'infraction sur la législation de la presse pour le cumul de propriété de titres de quotidiens, Robert Hersant a vendu la moitié du capital de Paris-Normandie à Jacques Fournier, un des dirigeants du groupe Thomson-Brandt, en août 1981 peu après l'élection à la présidence de la République de François Mitterrand.

### Années 2000, le déclin
Après avoir été longtemps un journal dynamique et réputé, Paris-Normandie est plongé dans un profond déclin qui menace son existence même. Un plan dit « de modernisation sociale » aboutit, en 2005, au départ de nombreux salariés et à la fermeture de plusieurs rédactions locales, notamment à Pont-Audemer, aux Andelys et à Verneuil-sur-Avre.
Le quotidien passe au format tabloïd le 27 mars 2007.

### Années 2010, le rachat par Xavier Ellie et Denis Huertas
Au début 2012, les syndicats du journal font part de leur inquiétude pour l'avenir du titre, qu'ils estiment gravement menacé, au point de craindre, disent-ils, « au minimum un plan social, au pire un dépôt de bilan ». Le 29 février 2012, le tribunal de commerce du Havre place en redressement judiciaire pour six semaines la Société normande de presse d'édition et d'impression (SNPEI) qui édite le quotidien et les titres qui lui sont associés. En juin 2012, la Société normande de presse d'édition et d'impression semble s'acheminer vers une liquidation judiciaire. Le 24 juillet 2012, le tribunal de commerce du Havre autorise la reprise du quotidien par les journalistes Xavier Ellie et Denis Huertas. Cette offre prévoit la suppression de 85 emplois sur 357. Depuis le 1er août 2012, Paris-Normandie et ses titres associés (Le Havre Presse, Havre Libre et Le Progrès de Fécamp) continuent de couvrir les deux départements de la Haute-Normandie, la Seine-Maritime et l'Eure, avec neuf éditions du lundi au samedi. Paris-Normandie possède des agences à Rouen, Dieppe, Neufchâtel-en-Bray, Yvetot, Lillebonne, Fécamp, Le Havre, Évreux, Bernay, Louviers et Vernon.

En juillet 2012, le quotidien est racheté par les journalistes Xavier Ellie et Denis Huertas. Le 1er septembre 2014, Xavier Ellie est l'unique actionnaire de la Société normande d'information et de communication (SNIC), société éditrice de Paris-Normandie, Le Havre Presse, Havre libre, Le Progrès de Fécamp, Liberté-Dimanche, Havre Dimanche, Eure Dimanche et Normandie Dimanche. Éric Berthod exerce les fonctions de directeur général adjoint de la SNIC et de directeur de la Régie normande de publicité (RNP). Arthur de Milleville est secrétaire général de la SNIC. Le 30 juin 2017, Xavier Ellie cède l'intégralité de ses actions à un entrepreneur normand, Jean-Louis Louvel, président-fondateur de PGS Group (1 500 salariés, 300 M€ de CA). Romuald Uzan est nommé président et directeur de la publication. Précédemment directeur de Marianne (2012- mai 2017), Frédérick Cassegrain a occupé le poste de directeur général d'avril 2017 à octobre 2019, date de la prise de fonction de Valéry Jimonet qui lui succède.
En 2016, l'entreprise connaît d'importantes difficultés de trésorerie consécutives à une nouvelle baisse de ses ventes et de ses recettes publicitaires. Le 1er avril, le tribunal de commerce de Rouen la place en redressement judiciaire, assorti d'une période d'observation de six mois. Le 26 septembre suivant, le tribunal prolonge la période d'observation de quatre mois. Le 15 mars 2017, le tribunal de commerce de Rouen choisit la continuité en préférant l'offre de l'actuel PDG Xavier Élie à celle du groupe belge Rossel, contre l'avis de la rédaction qui avait affiché sa préférence pour ce dernier.
En avril 2017, un industriel normand, Jean-Louis Louvel, PDG du groupe PGS, basé à Saint-Étienne-du-Rouvray, spécialisé dans la fabrication des palettes en bois, prend 49 % du capital pour 750 000 €. Le 30 juin 2017, Xavier Ellie cède l'intégralité de ses actions (51 %) à Jean-Louis Louvel. Devenu actionnaire majoritaire de la SNIC, Jean-Louis Louvel nomme au poste de président et directeur de la publication Romuald Uzan. Recruté en avril 2017 pour remplacer Éric Berthod (parti à La Voix du Nord), Frédérick Cassegrain est confirmé par le nouvel actionnaire au poste de directeur général.

## Initiatives
Le 14 avril 2010, pour la demi-finale de la coupe de France US Quevilly / Paris Saint Germain, le quotidien se rebaptise Quevilly Normandie.
Le 28 avril 2010, le journal lance son nouveau site web, devenu payant.
En septembre 2014, Paris-Normandie installe le « paywall » (ou mur de paiement) sur son site Internet qui est le site le plus prisé en Haute-Normandie avec plus de un million de visites par mois et entre trois et cinq millions de pages vues.
Présent sur les principaux réseaux sociaux, Paris-Normandie possède plus de 85 000 abonnés à son compte Twitter, 199 000 fans sur Facebook et 16 000 abonnés sur Instagram.
Depuis la reprise par Ellie et Huertas, Paris-Normandie intensifie ses développements numériques. Fin 2013, il s'équipe d'un studio TV qui lui permet de créer puis de diffuser des émissions sur le web (https://www.paris-normandie.fr/nos-videos).
Paris-Normandie s'est aussi doté d'une solution de feuilletage numérique sur tous supports (tablettes, mobiles), un feuilletage enrichi avec des vidéos, des diaporamas, des liens hypertextes, des compléments rédactionnels.
En 2014, la SNIC dépose un dossier de reprise des titres Nice-Matin et Var-Matin, en dépôt de bilan. Xavier Ellie défend sa position le 13 octobre 2014 devant le tribunal de commerce de Nice. En vain. Cette même année, Paris-Normandie se sépare de son dernier photographe à l'agence du Havre.
Le 30 novembre 2015, pour tenir compte de la réunification de la Normandie et surtout pour tenter de contrer l'arrivée de Ouest-France sur ses terres, Paris-Normandie sort une nouvelle édition France Paris-Normandie qui publie une synthèse de l'information sur l'ensemble de la nouvelle région. Tirée à 4 000 exemplaires, elle est diffusée dans la partie est du Calvados, ainsi qu'à Caen, et dans les principales villes haut-normandes.
En juillet 2016, il absorbe le quotidien local Havre libre.
Sous l'impulsion de sa nouvelle direction, Paris-Normandie lance lors du second trimestre 2017 une collection de hors-séries : Les Géants au Havre, Les Grandes Voiles au Havre, Les grandes affaires criminelles de Normandie.
Le 14 février 2018, Paris-Normandie lance avec son édition « Grand Rouen » un hebdomadaire Sortir à Rouen.
Fin octobre 2019, une polémique éclate au sein de la direction du journal : Frédérick Cassegrain, le directeur de la publication, s'oppose publiquement au fait que le propriétaire de Paris-Normandie, Jean-Louis Louvel, s'engage en politique (il est le candidat officiel de la LREM à la mairie de Rouen pour les élections municipales de 2020). Frédérick Cassegrain prétend faire les frais de sa prise de position et est évincé du journal. Jean-Louis Louvel, de son côté, réitère son envie de voir un nouvel actionnaire s'engager à ses côtés en lui cédant un pourcentage de ses parts. En janvier 2020, une société des journalistes est créée et un « pôle d'indépendance » est mis en place pour tenter de garantir l'indépendance de l'information, notamment en période électorale ; le patron du journal, Jean-Louis Louvel, étant candidat aux élections municipales à Rouen. L'arrivée d'un nouvel actionnaire majoritaire, le producteur de télévision normande Pierre-Antoine Capton, est annoncée comme imminente à la fin janvier 2020. La direction du quotidien repousse finalement cette proposition qu'il juge « inacceptable en l'état ».
Le 12 avril 2020, la Société normande d'information et de communication est placée en redressement judiciaire. Le 16 avril 2020, la direction annonce qu'elle va demander son placement en liquidation judiciaire,. La crise liée au Covid-19 finit d'achever le quotidien déjà fragile et qui a perdu près de 490 000 euros au mois de mars 2020, en raison notamment d'une perte de 90 % des recettes publicitaires et de 60 % de ses annonces légales. Le 21 avril 2020, le tribunal de commerce de Rouen prononce la liquidation de la société éditrice avec prolongation de l'activité pendant trois mois. Au cours de ce délai de trois mois, la meilleure offre de reprise sera retenue par le tribunal, faute de quoi le journal sera amené à disparaître,. Le 22 mai 2020, trois offres de reprise ont été déposées auprès du tribunal de commerce de Rouen. Les trois candidats sont :
- le Belge Rossel (Le Soir et La Voix du Nord) ;
- NP Holding/IPM (La Libre Belgique) ;
- Healthmedia (groupe d'édition et de formations spécialisées dans le médical)[34]. Groupe dirigé par Julien Kouchner (fils de Bernard Kouchner).

Le tribunal se donne quinze jours pour valider ou non l'une de ces trois offres. Le 15 juin 2020, le tribunal de commerce de Rouen choisit le groupe Rossel comme repreneur. Le groupe Rossel décide de créer un pôle qui réunit ses titres en Normandie (Paris-Normandie) et en Picardie (Courrier Picard et Aisne Nouvelle). Bernard Marchant, représentant des actionnaires du groupe Rossel, confie la direction de ce nouveau pôle de quotidiens français à Jean-Dominique Lavazais, ex directeur marketing de la Voix du Nord et directeur du Courrier Picard. En seulement quelques mois, Jean-Dominique Lavazais va réussir l'intégration et la transformation de Paris Normandie. Il sera remercié en début d'année 2022 et un nouveau directeur général de ces trois titres est nommé : David Guévart.
Le 1er décembre 2021, Paris-Normandie a lancé un journal tout en images, le 7 Minutes, diffusé du lundi au vendredi à 18 heures sur le site du journal.

## Anciens directeurs
- 1944 - 1945 : Charles Vilain
- 1945 - 1972 : Pierre-René Wolf
- 1972 - 1982 : Raoul Leprettre
- 1982 - 1993 : Jean Allard
- 1993 - 1995 : Pierre-Jean Bozo
- 1995 - 1998 : Jacques Bénesse
- 1998 - 2003 : Amaury Dewavrin
- 2003 - 2006 : Antoine Rousteau
- 2006 - 2012 : Michel Lépinay
- 2012 - 2014 : Denis Huertas
- 2014 (1er septembre) : Xavier Ellie*
- 2017 : Frédérick Cassegrain
- 2017 (30 juin) : Romuald Uzan
- 2020 (juin) : Jean-Dominique Lavazais
- 2022 (mars): David Guévart

## Les rédacteurs en chef
● 1944-1975 : Jacques Chopart
● 1975-1976 : Jean-Paul Déron
● 1976-1977 : Jean Miot
● ????-1993 : Marc Rouzier
● 1993-1999 : Dominique Raffin
● 1999-2004 : Gilles Dauxerre
● 2004-2007 : Michel Mekki
● 2007-2012 : Sophie Bloch
● 2012-2023 : Thierry Rabiller

## Anciens journalistes
par ordre alphabétique
A
- Pascal Audoux

B
- Sébastien Bailly
- Roger Balavoine
- William Beaufils (Will)
- Nicolas Bernard
- Raymond Bertrand
- Annick Billon
- Roger Biot
- Marc Blaise
- Franck Boitelle
- Marc Braun
- François Bruant
- Céline Buchard
- Emmanuel Bunoz
- Didier Bureau
- Patrice Burnat

C
- François Charmot
- Stéphane Canu
- Jean-Pierre Carpentier
- Yves Casse
- Sandrine Champalaune
- Geneviève Cheval
- René Collinet
- Elizabeth Coquart
- Vincent Coté

D
- Agostinho Da Silva
- Emmanuel d'Astorg
- Thierry Delacourt
- Laurent Derouet
- Jean-Yves Donor (Doron)
- Jack Durvicq
- Jean-Pierre Durand (Naddrun)
- Jean-Pierre Duval

E
- Isabelle Évrard

F
- Daniel Fleury
- Noël Fournaiseau

G
- Pierre-Jean Gallas
- André Garnier
- Alain Geslin
- Marc Ghigou
- Michaël Gossent
- Annie Guilbert (Marie Malone)

H
- Yvon Hecht
- François Henriot
- Gabriel Héricher
- Vincent Hervé
- Philippe Huet

J
- Patrick Jolivet
- Pierre Joly

K
- Alex Kromwel

L
- Gilles Lamy
- Michel Labro
- Pierre Labigne
- Rémy Lebel
- Marc Lecarpentier
- Bernard Lefebvre
- Pierre Lepape
- Alain Lemarchand
- Jehan Le Povremoyne
- Philippe Leprettre
- Dominique Leroy
- Marc Lesueur
- Sandrine Levallois
- Raymond Lorge
- Denise Louis

M
- François Manoury
- Daniel Marnier
- Pierre Massicard
- Claude Masson
- Raymond Ménard
- Pierre Merlin
- Antoine Mermet
- Allain Morineau
- Maurice Morisset
- Paul Mouchel
- José Mouret

O
- Serge Ortolé
- Jean-Louis Ozanne

P
- Gontran Pailhès
- Yvon Pailhès
- Roger Parment
- Claude Préaux

Q
- Hubert Quint

R
- André Renaudin

S
- Marie-Paule Salmon
- Jérôme Savoye
- José Soto

T
- Philippe Tual
- Samuel Thomas
- Xavier Tondi

V
- Roland Vagnier (Bindle)
- Jean Verdier

## Diffusion
La diffusion totale de Paris-Normandie s'établit officiellement comme suit, selon l'Alliance pour les chiffres de la presse et des médias (anciennement OJD), :
| Année     | 1993    | 2001   | 2002   | 2003   | 2004   | 2005   | 2006   | 2007   | 2008   | 2009   | 2010   | 2011   | 2012   | 2013   | 2014   | 2015   | 2016    | 2017   | 2018   | 2019   | 2020   | 2021   | 2023  |
| --------- | ------- | ------ | ------ | ------ | ------ | ------ | ------ | ------ | ------ | ------ | ------ | ------ | ------ | ------ | ------ | ------ | ------- | ------ | ------ | ------ | ------ | ------ | ----- |
| Diffusion | 115 000 | 85 641 | 81 551 | 80 481 | 78 235 | 76 201 | 71 582 | 67 712 | 64 111 | 61 425 | 58 683 | 54 351 | 51 836 | 47 585 | 44 257 | 41 370 | 46 248* | 51 921 | 45 650 | 42 655 | 39 689 | 37 716 | 31077 |

À partir du 1er juillet 2016, le chiffre inclut la diffusion du Havre Presse et de Havre Libre.